# Неврофизиология
Неврофизиологията (от гръцки на старогръцки: νεῦρον, neuron, „nerve“; на старогръцки: φύσις, physis, „природа, произход“; и на старогръцки: -λογία, -logia) е част от физиологията. Неврофизиологията е учение за функциите на нервната система. Основно е свързана с невробиологията, психологията, неврологията, клиничната неврофизиология, електрофизиологията, биофизичната неврофизиология, етологията, невроанатомията, когнитивната наука и други науки за мозъка.